# 旧秋田商会ビル
旧秋田商会ビル（きゅうあきたしょうかいビル）は、山口県下関市南部町にある伝統的建築物。

## 概要
建築用の木材や食料などの商取引と海運業を営む秋田商会の事務所兼住宅として1915年に竣工。西日本で最初の鉄筋コンクリート造の事務所建築であり、1階が純洋風の事務所空間、2階及び3階が書院造住宅となっており、また屋上には日本庭園と離れ座敷が設けられるなど和洋折衷のユニークな構造になっている。トイレや浴室は華やかなタイルで彩られ、また当時最新鋭の設備であったダムウェーターも設置された。
施工は大阪の駒井組が請け負った。現場監督は秋田商会創業者・秋田寅之介の親族でもある新富直吉、設計は西澤忠三郎が担当。和風建築部分は宮大工の後藤柳作が手がけたと推測されている。
日没から22時までは夜間ライトアップされる。1階は下関観光情報センターとして利用されており、建築当時の下関の情勢や生活などがわかる資料などを紹介。また当地ゆかりの金子みすゞと弟の上山雅輔に関する展示コーナーもある。2階および3階の和室も見学が可能だが、屋上については一般公開されていない。

## 利用情報
- 所在地

山口県下関市南部町23-11
- 入館料

なし。
- 開館時間

10時30分 - 16時00分
- 休館日

火曜・水曜、年末年始

## 周辺
- 下関南部町郵便局（隣接）
- 旧下関英国領事館
- 下関市役所本庁舎
- 唐戸市場
- しものせき水族館 海響館

## 交通アクセス
- JR西日本山陽本線下関駅よりサンデン交通バスに乗車し「唐戸」下車すぐ。
- マイカーの場合、中国自動車道下関インターチェンジから約3.2㎞。

## ギャラリー

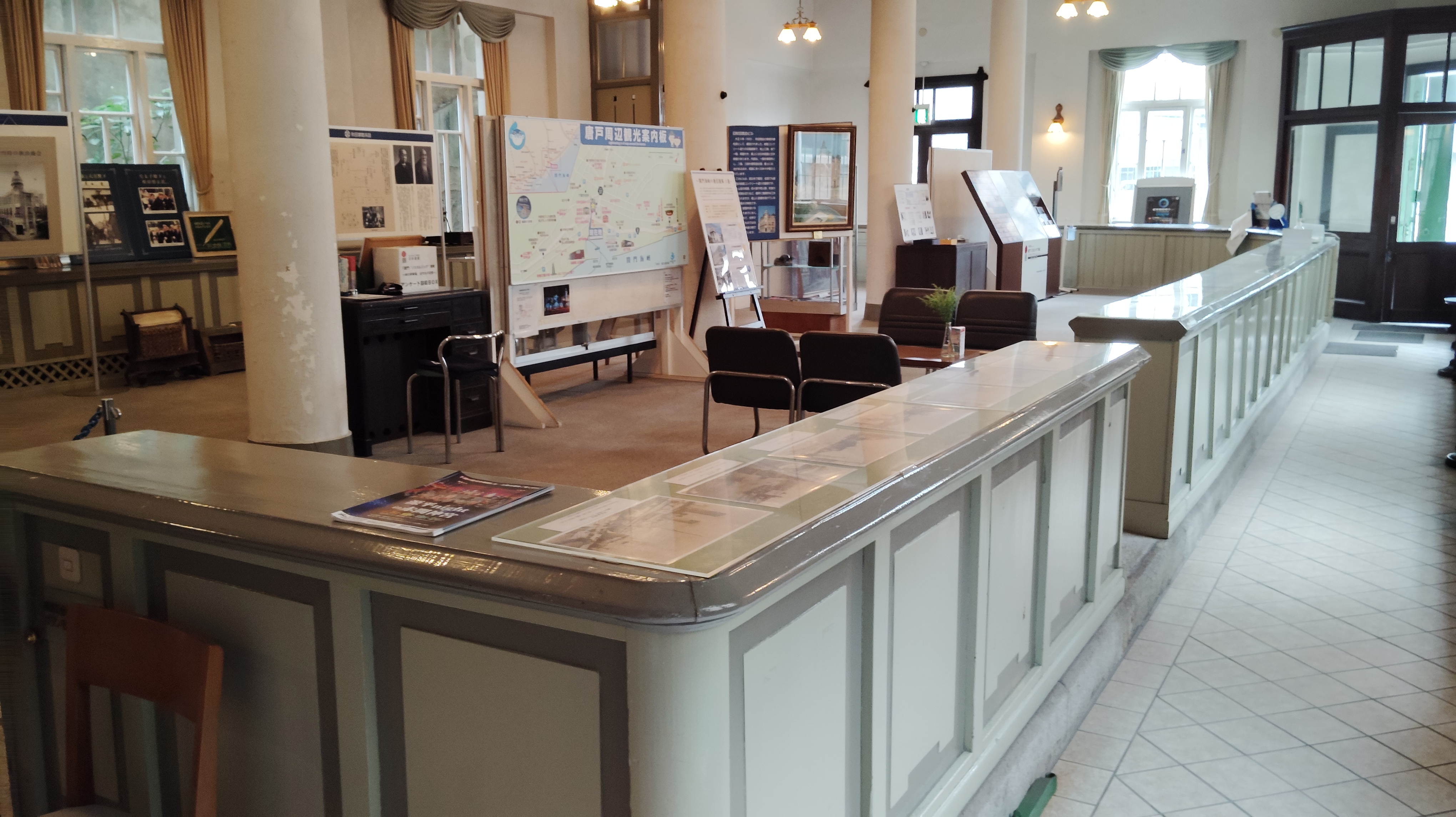
1階カウンター
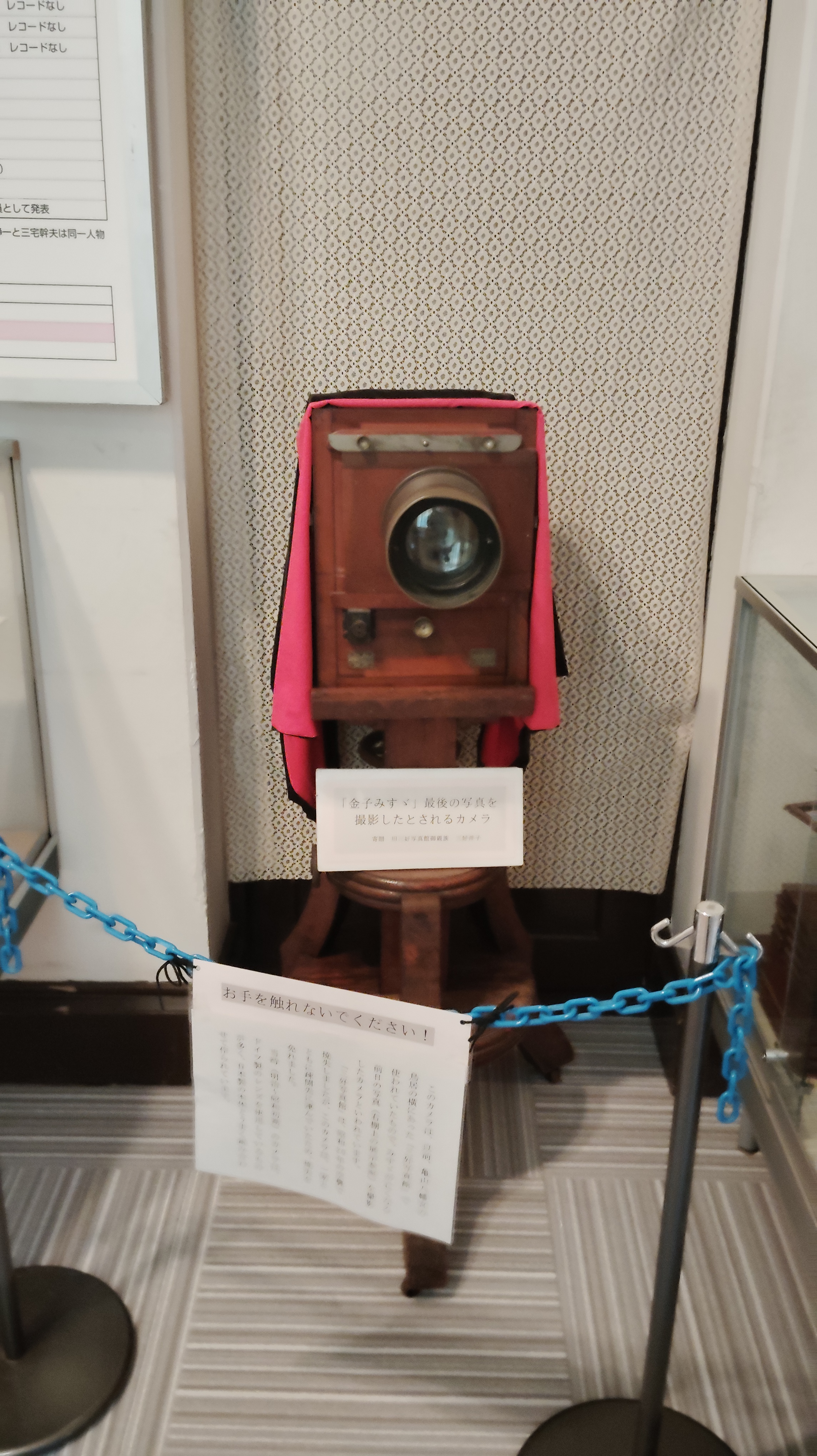
金子みすゞを他界する前日に撮影したカメラ
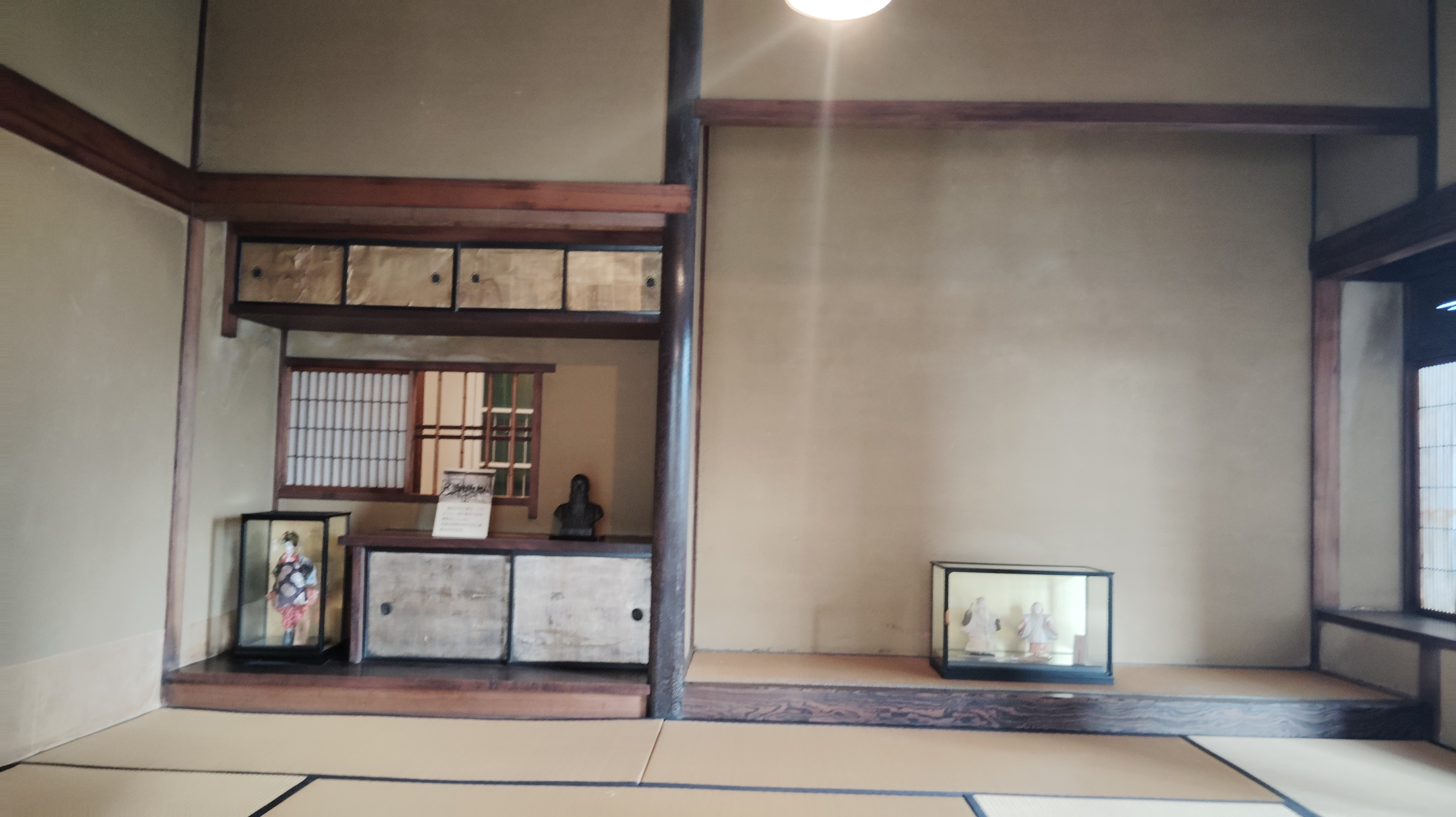
2階和室
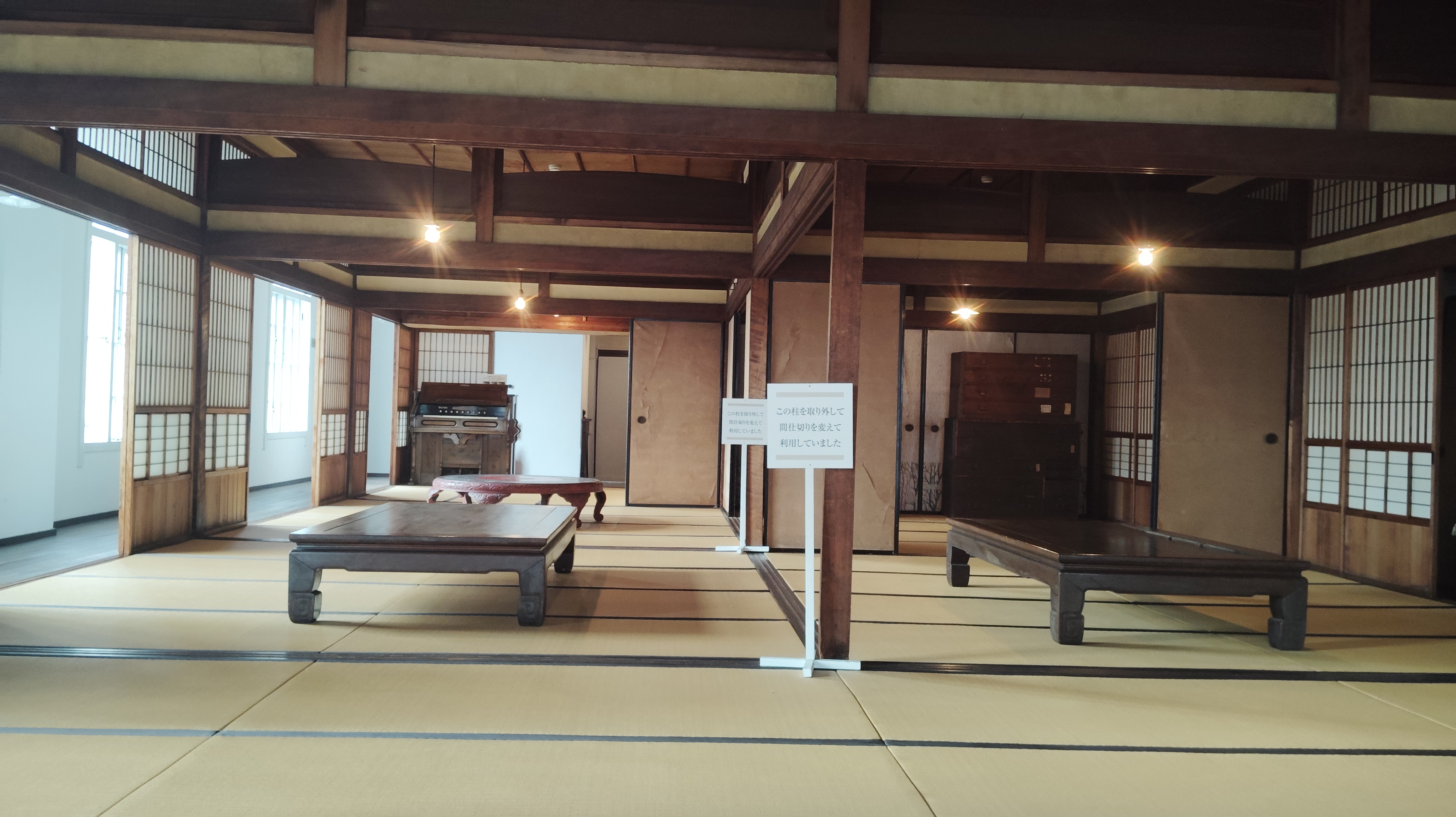
3階和室
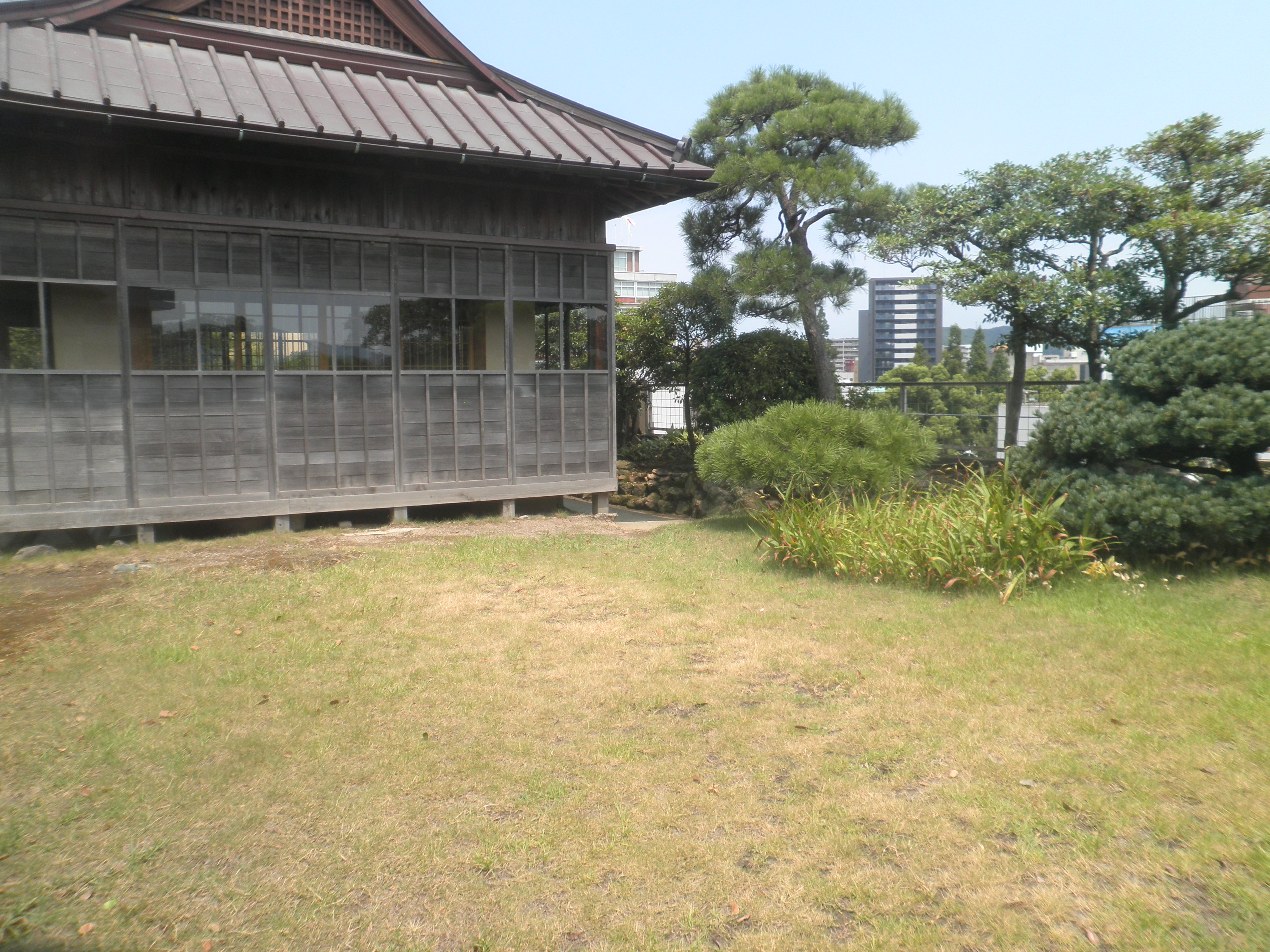
屋上庭園